# Ninja Gaiden Sigma 2
Ninja Gaiden Sigma 2, escrito como Ninja Gaiden Σ2, es una versión del videojuego Ninja Gaiden II del año 2008 original de la consola Xbox 360, y desarrollado por Team Ninja en exclusiva para la consola PlayStation 3. Fue puesto a la venta a finales de 2009. Incluye el modo de juego principal en su totalidad, así como mejoras adicionales implementadas para mejorar el juego, junto con ciertas texturas mejoradas y una resolución nativa a 720p. El juego puede ser considerado una continuación espiritual de Ninja Gaiden Sigma ya que aquel juego era también una versión mejorada del Ninja Gaiden original de Xbox. 
Una versión para PlayStation Vita, titulado Ninja Gaiden Sigma 2 Plus, fue lanzado en febrero de 2013.

## Desarrollo
Aunque Team Ninja desarrolló el juego, el creador de la franquicia Tomonobu Itagaki no dirigió el proyecto, ya que Itagaki abandonó Tecmo Koei al terminar el desarrollo de Ninja Gaiden II. Yosuke Hayashi, director de Ninja Gaiden Sigma, se encargó de producir y dirigir Sigma 2. La resolución nativa del juego se amplió en 720p, en comparación con los 585p originales de la versión original de Xbox 360, con un mayor uso de efectos de iluminación.
Al aumentar la resolución en el apartado gráfico, la cantidad de acción en pantalla se redujo en la versión de PS3 para mantener el juego corriendo a una velocidad aceptable. Eurogamer señaló que hay menos enemigos en pantalla a la vez en la versión de PS3. También hay que resaltar la reducción de derramamiento de sangre y la violencia explícita relacionada con el gore que la versión de Xbox 360. Los chorros de sangre fueron reemplazados por una especie de niebla púrpura, y los enemigos muertos, así como miembros amputados, desaparecen del campo de batalla "casi de manera instantánea" tras matar a un enemigo. 

## Diferencias entreNinja Gaiden IIyNinja Gaiden Sigma 2
Las diferencias entre el original Ninja Gaiden II y el renovado Ninja Gaiden Sigma 2 son las siguientes:
- Resolución nativa aumentada a 720p, en detrimento a los 585p del original.
- Reducción en el número de enemigos en pantalla debido al aumento de texturas.
- Reducción drástica de sangre y gore.
- Tres misiones extra que permite al jugador controlar a Ayane, Momiji y Rachel.
- Cuatro jefes finales inéditos.
- Más de 30 misiones cooperativas en línea.

## Edición coleccionista
El mismo día de su puesta a la venta, se puso a la venta también una edición de coleccionista, Ninja Gaiden Sigma 2 Collector's Edition. Incluye el juego, un cómic y un traje descargable para Ryu Hayabusa.

## Ninja Gaiden Sigma 2 Plus
En febrero de 2013, salió al mercado Ninja Gaiden Sigma 2 Plus para la consola PlayStation Vita. En esencia, es el mismo juego pero añade un modo de dificultad nuevo, "Modo héroe" (ya visto en Ninja Gaiden 3), que es un modo de juego para principiantes en el que Ryu, al perder mucha vida, esquivará todos los ataques de manera automática, lo que lo convierte en invencible. También recupera toda la sangre y gore de la versión original.